# Roesbrugge-Haringe
Roesbrugge-Haringe is een deelgemeente van de stad Poperinge, in de Belgische provincie West-Vlaanderen.
Roesbrugge-Haringe bestaat uit twee kleine dorpjes, Roesbrugge en Haringe. De deelgemeente ligt in het noordwesten van Poperinge. Roesbrugge, het grootste dorpje, ligt langs de rivier de IJzer. Haringe, met enkele honderden inwoners, ligt een kilometer ten zuidwesten van Roesbrugge, tegen de Franse grens. Roesbrugge-Haringe heette tot 1855 gewoon Haringe en was een zelfstandige gemeente tot aan de gemeentelijke herindeling van 1977.
Bij de eerste Belgische gemeenteraadsverkiezing op 14 juli 1836 was er een strijd tussen Haringe en Roesbrugge. Beide dorpen hadden een volledige lijst van negen kandidaten. Bernard Cousyn, vanop de lijst van Rousbrugge, werd als burgemeester benoemd.

## Demografische ontwikkeling
- Bronnen:NIS, Opm:1831 tot en met 1970=volkstellingen; 1976 = inwoneraantal op 31 december

## Galerij

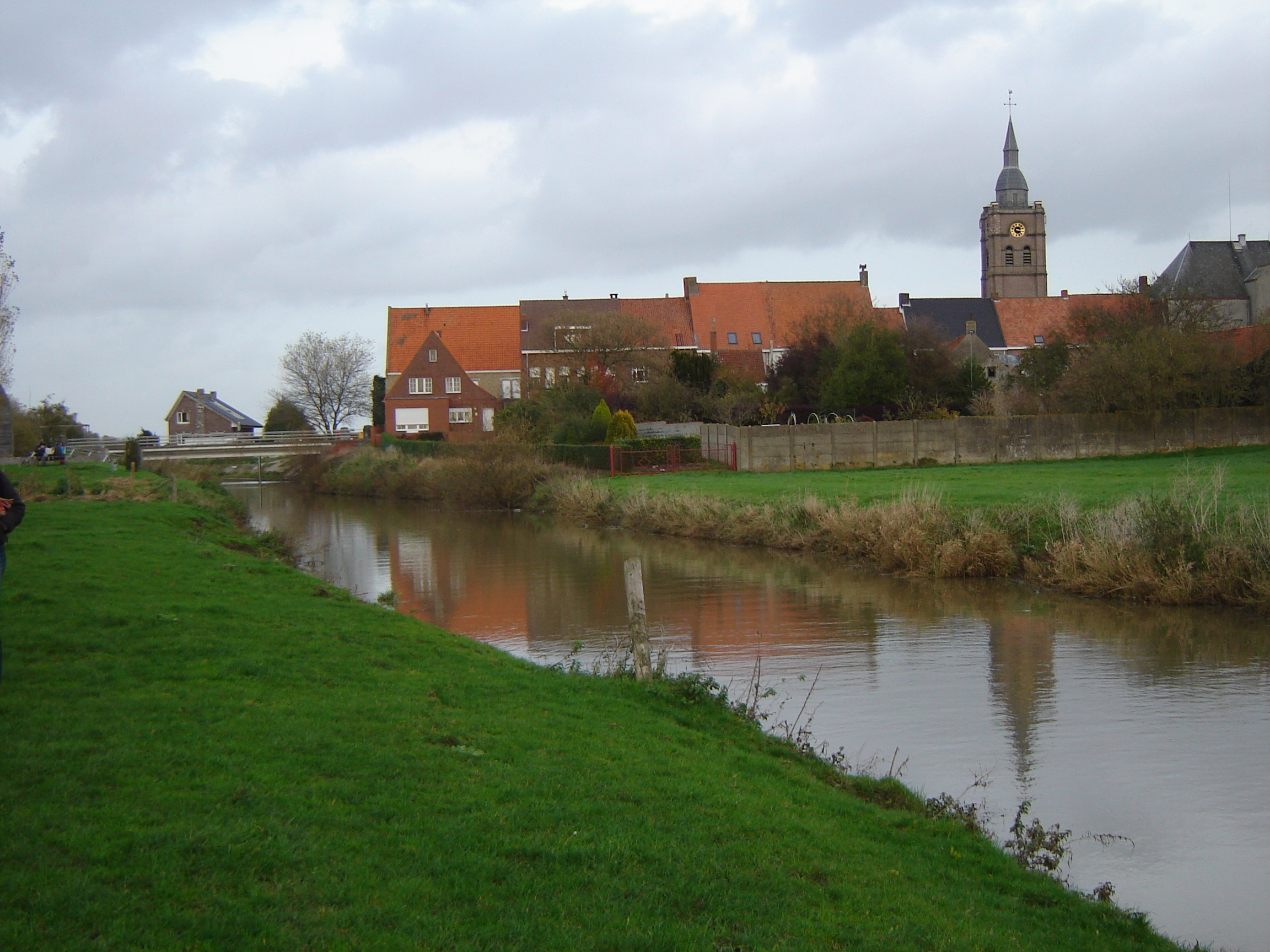
Roesbrugge
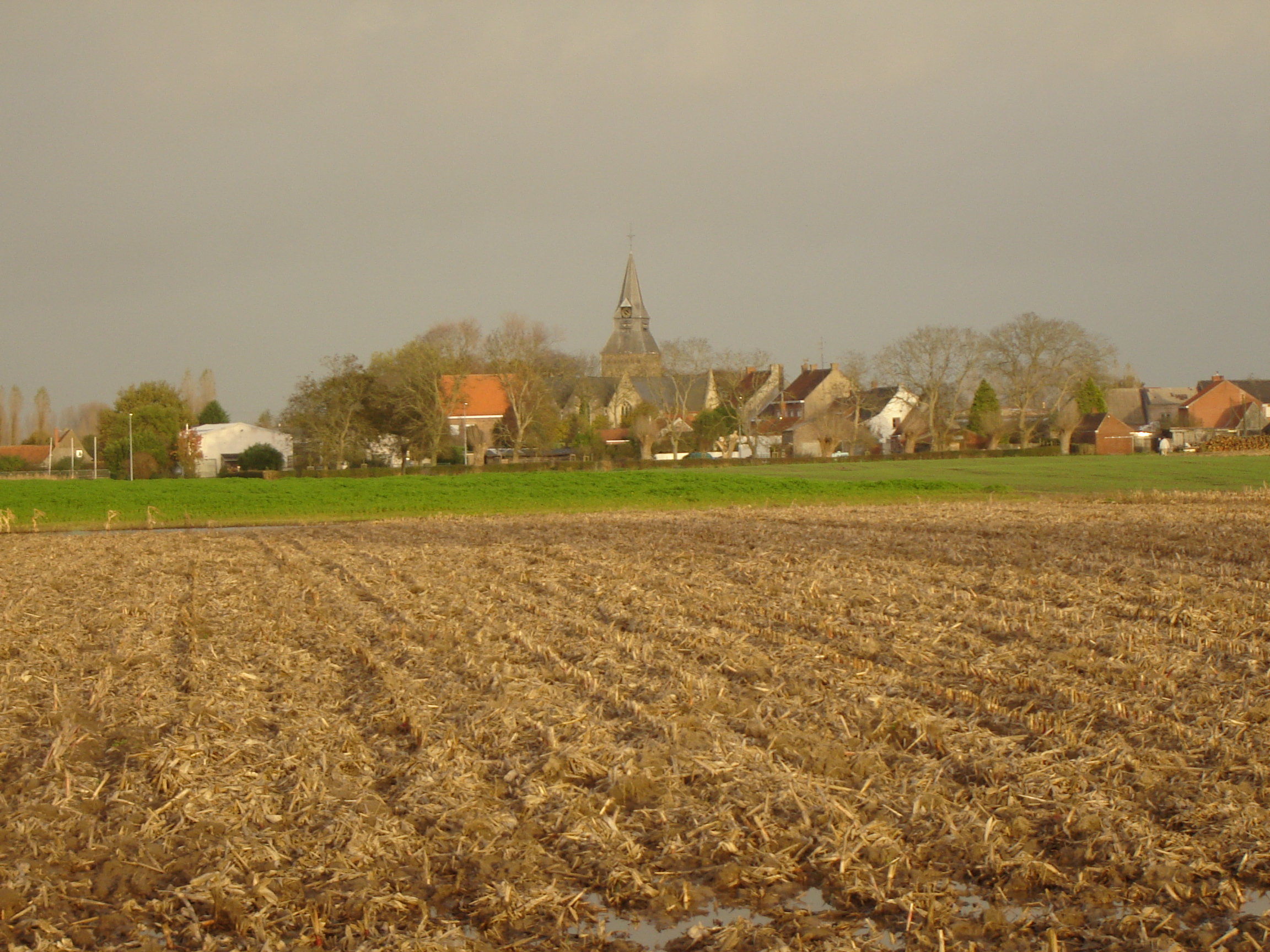
Haringe